# Philip Ahn

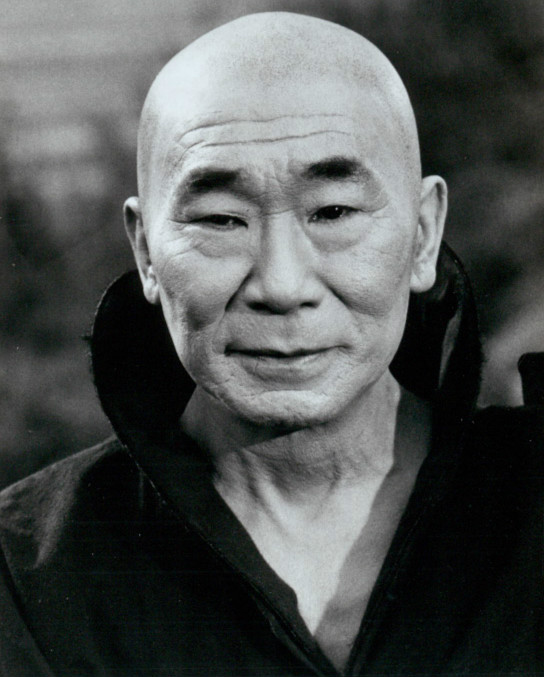
Ahn jouait le rôle de Maître Kan dans la série Kung Fu.

Philip Ahn est un acteur américain né le 29 mars 1905 à Los Angeles, Californie, mort le 28 février 1978 à Los Angeles. Il est entre autres l'interprète de Maître Kan dans la série télévisée Kung Fu.

## Biographie
Ahn est le fils du militant indépendantiste coréen Ahn Chang-ho. Il interprète son premier rôle au cinéma avec A Scream in the Night (en) en 1935. On le voit ensuite apparaître dans la comédie musicale de Bing Crosby Anything Goes, en dépit du fait que le réalisateur Lewis Milestone l'eût a priori écarté parce que son anglais était trop bon ! Les premiers films où il est crédité au générique datent de 1936, avec The General Died at Dawn et Ching-Ching (face à Shirley Temple). Il tient le premier rôle face à Anna May Wong dans La Fille de Shangaï (1937) et Le Roi de Chinatown (1939).
Au cours de la Deuxième Guerre mondiale, Ahn joua fréquemment des rôles de Japonais fourbes dans des films de guerre. Pris à tort pour un Japonais, il reçut plusieurs menaces de mort. Il s'enrôla dans l’Armée américaine, et fut affecté dans les services spéciaux comme comédien de troupe. Il fut réformé à la suite d'une blessure à la cheville, et reprit sa carrière au cinéma.
Sa carrière d’« acteur asiatique » est désormais tracée : il joue dans La Colline de l'adieu, Le Tour du monde en quatre-vingts jours, Millie et Paradise, Hawaiian Style, face à Elvis Presley. Il interprète des rôles de Coréens dans des films consacrés à la guerre de Corée, tels Le Cirque infernal (1953) et Les Ailes de l'espérance (1956).
En 1968, il effectue pour le compte de l’United Service Organizations une tournée au Vietnam, où il se produit tout autant devant les soldats américains que sud-coréens. En 1976, Ahn joue le rôle d'un père coréen dans la série M*A*S*H (L’œil du Faucon - 4e saison, 18e épisode), le rôle d'un grand-père dans un autre épisode (Exorcisme - 5e saison, 12e épisode), et enfin celui du tailleur de Winchester (Le Jour du changement, 6e saison, 8e épisode).
Son dernier grand rôle, qui lui vaut sans doute l'essentiel de sa popularité aujourd'hui, est celui de Maître Kan dans la série Kung Fu. Calviniste convaincu, Ahn voyait dans le taoïsme professé par ce personnage une harmonie réelle avec sa philosophie personnelle.

## Filmographie

### Au cinéma
- 1935 : A Scream in the Night (en), de Fred C. Newmeyer  : Wu Ting
- 1935 : Shanghai de James Flood : Un serviteur
- 1936 : Anything Goes, de Lewis Milestone : Ling
- 1936 : Annie du Klondike (Klondike Annie), de Raoul Walsh : Wing
- 1936 : Le général est mort à l'aube (The General Died at Dawn), de Lewis Milestone : Oxford
- 1936 : Ching-Ching (Stowaway), de William A. Seiter : Sun Lo
- 1936 : Counterfeit Lady (en) de D. Ross Lederman : Maine
- 1937 : Visages d'Orient (The Good Earth), de Sidney Franklin : Le capitaine dans l'armée révolutionnaire
- 1937 : China Passage d'Edward Killy : Dr Fang Tu
- 1937 : I Promise to Pay de D. Ross Lederman : Taka
- 1937 : Roaring Timber de Phil Rosen : Crooner
- 1937 : L'Énigmatique M. Moto (Think Fast, Mr. Moto) de Norman Foster : Le standardiste
- 1937 : Hollywood Hollywood (Something to Sing About) : Ito, le serviteur de Terry
- 1937 : Tex Rides with the Boy Scouts de Ray Taylor : Sing Fung, le blanchisseur
- 1937 : La Fille de Shangaï (Daughter of Shanghai) de Robert Florey : Kim Lee
- 1937 : Le Serment de M. Moto (Thank You, Mr. Moto) de Norman Foster : Le prince Chung
- 1938 : Hawaii Calls d'Edward F. Cline : Julius
- 1938 : Red Barry de Ford Beebe et Alan James : Hong Kong Cholly
- 1938 : Charlie Chan in Honolulu de H. Bruce Humberstone : Wing Foo, le gendre de Charlie
- 1939 : North of Shanghai (en) de D. Ross Lederman : Le docteur chinois
- 1939 : Le Roi de Chinatown (King of Chinatown) de Nick Grinde : Robert « Bob » Li
- 1939 : Panama Patrol de Charles Lamont : Suri
- 1939 : Island of Lost Men, de Kurt Neumann : Sam Ring
- 1939 : Chirurgiens (Disputed Passage), de Frank Borzage : Dr Fung
- 1939 : Barricade (en) de Gregory Ratoff : Le colonel Wai Kang
- 1940 : Le Fantôme du cirque (The Shadow) de James W. Horne : Wu Yung
- 1940 : Drums of Fu Manchu (en) de William Witney et John English : Dr Chang
- 1941 : L'aventure commence à Bombay (They Met in Bombay), de Clarence Brown : L'officier japonais
- 1941 : Passage from Hong Kong (en) de D. Ross Lederman : Le capitaine du bateau à vapeur
- 1942 : A Yank on the Burma Road (en) de George B. Seitz : Dr Franklin Ling
- 1942 : Let's Get Tough! (en) de Wallace Fox : Joe Matsui
- 1942 : Ship Ahoy d'Edward Buzzell : Koro Sumo
- 1942 : Submarine Raider, de Lew Landers et Budd Boetticher : Le premier officier Kawakami
- 1942 : Griffes jaunes (Across the Pacific), de John Huston : L'homme dans le cinéma
- 1942 : La Pagode en flammes (China Girl), de Henry Hathaway : Dr Young
- 1943 : December 7th, de John Ford et Gregg Toland : Le prêtre shintoïste
- 1943 : Don Winslow of the Coast Guard (en) de Ray Taylor : Hirota
- 1943 : Adventures of Smilin' Jack (en) de Lewis D. Collins, et Ray Taylor : Wu Tan
- 1943 : The Amazing Mrs. Holliday de Bruce Manning
- 1943 : They Got Me Covered de David Butler : Nichimuro
- 1943 : Le Défilé de la mort (China), de John Farrow : Lin Cho
- 1943 : Face au soleil levant (Behind the Rising Sun), d'Edward Dmytryk : L'officier japonais
- 1943 : The Man from Down Under de Robert Z. Leonard : Le pilote japonais qui parle anglais
- 1943 : La Musique en folie (Around the World) d'Allan Dwan : Foo
- 1943 : Drums of Fu Manchu (en) de William Witney et John English : Dr Chang
- 1944 : Prisonniers de Satan (The Purple Heart), de Lewis Milestone : Saburo Goto
- 1944 : L'Odyssée du docteur Wassell (The Story of Dr. Wassell), de Cecil B. DeMille : Ping
- 1944 : Les Fils du dragon (Dragon Seed), de Jack Conway et Harold S. Bucquet : Le représentant des habitants de la ville
- 1944 : Les Clés du royaume (The Keys of the Kingdom), de John M. Stahl : M. Pao, l'envoyé de M. Chia
- 1945 : L'Espoir de vivre (Forever Yours) de William Nigh
- 1945 : God Is My Co-Pilot de Robert Florey : Le présentateur de la radio de Hong Kong
- 1945 : Trahison japonaise (Betrayal from the East), de William Berke : Kato
- 1945 : China Sky (en) de Ray Enright : Dr Kim
- 1945 : Du sang dans le soleil (Blood on the Sun), de Frank Lloyd : Le capitaine Yomamoto, de la police secrète
- 1945 : China's Little Devils (en) de Monta Bell
- 1945 : Retour aux Philippines (Back to Bataan), d'Edward Dmytryk : Le colonel Coroki
- 1945 : Les Sacrifiés (They Were Expendable), de John Ford et Robert Montgomery : Le planton
- 1947 : Singapour (Singapore), de John Brahm : Le barman
- 1947 : Intrigue d'Edwin L. Marin : Louie Chin
- 1947 : The Chinese Ring (en) de William Beaudine : Le capitaine Kong
- 1948 : Femmes dans la nuit (Women in the Night) de William Rowland : Le professeur Kunioshi
- 1948 : Le Miracle des cloches (The Miracle of the Bells)  : Ming Gow
- 1948 : Trafic à Saïgon (Saigon), de Leslie Fenton : Le négociant
- 1948 : The Cobra Strikes de Charles F. Reisner : Kasim, le domestique
- 1948 : The Creeper de Jean Yarbrough : Wong, le propriétaire du restaurant
- 1948 : Rogues' Regiment : Tran Duy Gian
- 1949 : State Department: File 649 : Le colonel Aram
- 1949 : Boston Blackie's Chinese Venture : Wong Chung Shee
- 1949 : Impact, d'Arthur Lubin : Ah Sing
- 1949 : The Sickle or the Cross : Le fonctionnaire chinois
- 1949 : La Belle Aventurière (The Gal Who Took the West) de Frederick de Cordova : Un invité
- 1950 : Le Chevalier de Bacchus (The Big Hangover), de Norman Krasna : Dr Lee
- 1950 : Okinawa (Halls of Montezuma), de Lewis Milestone : Nomura
- 1951 : I Was an American Spy : Le capitaine Arito
- 1951 : China Corsair : Wong San
- 1951 : Secrets of Monte Carlo (en) : Wong
- 1952 : Japanese War Bride, de King Vidor : Eitaro Shimizu
- 1952 : Le Paradis des mauvais garçons (Macao), de Josef von Sternberg : Itzumi
- 1952 : Red Snow : Taglu, l'espion
- 1952 : Les Vainqueurs de Corée (Battle Zone) de Lesley Selander : Le chef de la guérilla sud-coréenne
- 1953 : Target Hong Kong : Sin How
- 1953 : Le Cirque infernal (Battle Circus), de Richard Brooks : Le prisonnier coréen
- 1953 : Toutes voiles sur Java (Fair Wind to Java), de Joseph Kane : Gusti
- 1953 : China Venture : L'amiral Amara
- 1954 : Le Roi des îles (His Majesty O'Keefe)  de Byron Haskin : Sien Tang
- 1954 : Les Bas-fonds d'Hawaï (Hell's Half Acre), de John H. Auer : Roger Kong
- 1954 : The Shanghai Story : Le major Ling Wu
- 1955 : La Colline de l'adieu (Love Is a Many-Splendored Thing), de Henry King : Troisième oncle
- 1955 : L'Enfer de Diên Biên Phu : Le prisonnier de guerre
- 1955 : The Left Hand of God : Jan Teng, le prêtre bouddhiste
- 1956 : Le Tour du monde en 80 jours (Around the World in Eighty Days), de Michael Anderson : Un Hongkongais
- 1956 : Les Ailes de l'espérance (Battle Hymn), de Douglas Sirk : Lun-Wa
- 1957 : The Way to the Gold : M. Ding, le propriétaire du café
- 1958 : Hong Kong Confidential : Tan Chung
- 1959 : Section d'assaut sur le Sittang (Yesterday's Enemy), de Val Guest : Yamazuki
- 1959 : La Proie des vautours (Never So Few), de John Sturges : Nautaung
- 1961 : The Great Impostor : Le capitaine Hun Kin, de l'armée coréenne
- 1961 : La Vengeance aux deux visages (One-Eyed Jacks), de Marlon Brando : L'oncle
- 1962 : Les Confessions d'un mangeur d'opium (Confessions of an Opium Eater) : Ching Foon
- 1963 : Le Seigneur d'Hawaï (Diamond Head), de Guy Green : M. Immacona
- 1963 : Citoyen de nulle part (A Girl Named Tamiko) de John Sturges : Akiba
- 1963 : Shock Corridor, de Samuel Fuller : Dr Fong
- 1966 : Paradis hawaïen (Paradise, Hawaiian Style) :  Moki Kaimana
- 1967 : Millie (Thoroughly Modern Millie), de George Roy Hill : Tea
- 1973 : Nanou, fils de la Jungle (The World's Greatest Athlete), de Robert Scheerer : Le vieux Chinois
- 1973 : Jonathan Livingston le goéland (Jonathan Livingston Seagull), de Hall Bartlett : Chang (voix)
- 1975 : Voodoo Heartbeat
- 1977 : Portrait of a Hitman : Wong

### À la télévision
- 1960 : Mr. Garlund (série) : Po Chang
- 1960 : Au nom de la loi : saison 2 épisode 32 (Le Banquier/ Pay off at Pinto) : Tom Wing
- 1965 : Les Mystères de l'Ouest (The Wild Wild West) — Saison 1, épisode 17, La Nuit où le Dragon cria (The Night the Dragon Screamed) : Quong Chu
- 1968 : Hawaï police d'État (Hawaii Five-O) — Saison 1, épisodes 1-2, Le Cocon (Cocoon) : Le procureur général
- 1972 : Kung Fu : Maître Kan
- 1974 : Judgement: The Court Martial of the Tiger of Malaya - General Yamashita
- 1976 : The Killer Who Wouldn't Die : Soong

## Récompenses et nominations
En reconnaissance de sa carrière au cinéma, une étoile à son nom a été posée au no 6205 du Hollywood Walk of Fame, sur Hollywood Boulevard. Il est le premier acteur américain d'origine asiatique à avoir bénéficié de cet honneur.

## Source
- (en) Cet article est partiellement ou en totalité issu de l’article de Wikipédia en anglais intitulé « Philip Ahn » (voir la liste des auteurs).

1. ↑  « Hollywood Walk of Fame database », sur HWOF.com